# Paola Pozzoni
Paola Alessandra Pozzoni (* 17. August 1965 in Lecco) ist eine ehemalige italienische Skilangläuferin.

## Werdegang
Pozzoni trat international erstmals bei den Junioren-Skiweltmeisterschaften 1982 in Murau in Erscheinung. Dort belegte sie den 27. Platz über 5 km und den sechsten Rang mit der Staffel. Im folgenden Jahr kam sie bei den Junioren-Skiweltmeisterschaften in Kuopio auf den 13. Platz über 5 km und auf den sechsten Rang mit der Staffel. In der Saison 1983/84 lief sie bei ihrer einzigen Olympiateilnahme in Sarajevo auf den 34. Platz über 10 km, auf den 33. Rang über 5 km und zusammen mit Klara Angerer, Manuela Di Centa und Guidina Dal Sasso auf den neunten Platz in der Staffel und bei den Junioren-Skiweltmeisterschaften 1984 in Trondheim auf den 21. Platz über 10 km und auf den sechsten Rang mit der Staffel. Im folgenden Jahr errang sie bei den Junioren-Skiweltmeisterschaften in Täsch den 15. Platz über 10 km und den siebten Platz mit der Staffel und bei den Weltmeisterschaften in Seefeld in Tirol den 28. Platz über 5 km, den 24. Platz über 10 km und den achten Platz mit der Staffel. In der Saison 1986/87 holte sie in Falun mit dem 15. Platz über 30 km Freistil ihren einzigen Weltcuppunkt und belegte bei den Weltmeisterschaften 1987 in Oberstdorf den 35. Platz über 10 km klassisch, den 20. Rang über 20 km Freistil und den fünften Platz zusammen mit Bice Vanzetta, Elena Desderi und Guidina Dal Sasso in der Staffel.